# 什里阿國家公園
什里阿國家公園（阿拉伯语：‎），是阿爾及利亞的國家公園，位於該國北部卜利达省，處於泰勒阿特拉斯山脈地區，距離阿爾及爾50公里，成立於1985年，面積260平方公里。